# Irán en los Juegos Olímpicos de Salt Lake City 2002
Irán estuvo representado en los Juegos Olímpicos de Salt Lake City 2002 por dos deportistas masculinos que compitieron en dos deportes.
El portador de la bandera en la ceremonia de apertura fue el esquiador alpino Bagher Kalhor. El equipo olímpico iraní no obtuvo ninguna medalla en estos Juegos.